# Oláh Sándor (festő)
Oláh Sándor, Gyenis (Magyarcséke, 1886. november 5. – Szabadka, 1966. április 25.) festőművész, grafikus.

## Pályafutása
1904-ben a kassai Felsőipariskolában, majd a budapesti Iparművészeti Főiskolán tanult. 1905 és 1908 között a Magyar Képzőművészeti Főiskola hallgatója volt, Zemplényi Tivadar volt a mestere. 1908-ban a Müncheni Akadémián folytatta tanulmányait Angelo Janknál, egyúttal Hollósy Simonnál magániskolájátban is képezte magát. 1909-ben a Nagybányai Művésztelepre, majd Szabadkára ment, ahonnan 1912-ben Iványi-Grünwald Béla hívta meg Kecskeméti Művésztelepre. 1914 és 1917 között mint katonai szolgálatot teljesített, ez idő alatt 1916-17-ben a dalmáciai Neumban festett, s itt nevezték ki tisztnek. 1923-ban többekkel létrehozta a szabadkai festőművészek klubját, s a Vajdasági Képzőművészek Egyesületének zsűritagja volt. 1924-ben műtermet kapott Szabadka városától, cserébe megfestette több polgármester portréját is. Dolgozott a Nagybecskereki Művésztelepen, majd 1915-től 1934-ig többször kiállított a Műcsarnokban. 1947-től a szabadai figurális rajztanfolyam vezetője volt. 1953-ban belépett a Szerbiai Képzőművészek Egyesületébe.

## Díjak, elismerések
- 1934: Szinyei Társaság nagydíja
- 1962: Szabadka város Októberi Díja.

## Egyéni kiállítások
- 1961 • Oláh Sándor retrospektív kiállítása, Városi Kiállítási Csarnok, Szabadka
- 1986 • Oláh Sándor emlékkiállítás, Városi Múzeum, Szabadka.

## Válogatott csoportos kiállítások
- 1951 • Szabadkán élő és dolgozó képzőművészek kiállítása, Városi Múzeum, Szabadka
- 1952 • Magyar képzőművészek kiállítása, Nagy terasz, Palics
- 1953 • Szabadkai képzőművészek kiállítása, a Városi Könyvtár olvasóterme, Szabadka
- 1954 • Szabadkai festők és szobrászok kiállítása a palicsi fürdő 100 éves évfordulója alkalmából, Nagy terasz, Palics
- 1956 • A Szerbiai Képzőművészek Egyesületének XXI. kiállítása, Umetnicki paviljon, Belgrád
- 1963 • Májusi kiállítás, Városi Kiállítási Csarnok, Szabadka
- 1966 • Májusi kiállítás, Városi Kiállítási Csarnok, Szabadka
- 1970 • Képzőművészeti alkotások 1945-1970, Városi Múzeum, Szabadka
- 1973 • Magyar képzőművészek alkotásai Vajdaságban, 1830-1930, Városi Múzeum, Szabadka
- 1980 • Likovna umetnost u Vojvodini 1944-54, G. savremene likovne umetnosti, Újvidék
- 1984 • Városi Múzeum, Szabadka
- 1984 • Képzőművészeti alkotások 1944-84, Képzőművészeti találkozó, Szabadka